# Мифы Локриды

## Топонимы
Локров Аякс предводил, Оилеев сын быстроногий:
<…>
Он предводил племена, населявшие Кинос и Опус,
Вессу, Каллиар, и Скарф, и веселые долы Авгеи;
Тарфы и Фроний, где воды Воагрия быстро катятся.
Сорок черных судов принеслося за ним к Илиону
С воинством локров мужей, за священною живших Эвбеей.
— Гомер. Илиада II 527, 531–535
- Кин. Гавань Опунта.
- Локры. Племя[1]. Всю наследственную знать производят от женщин[2].
- Локрида. Страна[3].
- Навпакт. Гавань[4].
- Опунт. Местность в Локриде[5].
- Эантия. Город в Локриде[6].
- Эпикнемидские локры. Племя[7].

## Царская династия
- Агрианома. Дочь Персеона, жена Леодака, мать Оилея[8].
- Алкимаха. (она же Эриопа). Жена Оилея, мать Эанта[9].
- Годедок. (Годойдок.) Отец Оилея[10]. Сын Кина, внук Опунта[11].
- Кабая. Жена Локра-старшего, мать Локра-младшего[12]. В другом чтении Кафия[13].
- Кафия. См. Кабая.
- Кин. Из Локриды, отец Ларимны[14]. Сын Опунта, отец Годедока[11].
- Леодак. Жена Агрианома, сын Оилей[8].
- Локр.
- Локр. Сын Локра и Кабаи. Поссорился с отцом[12].
- Локр. У Конона (Мифы 3) история про Локра и Геракла похожа на историю Кротона, убитого Гераклом[15].
- Медонт[16]. Сын Оилея и Рены[17]. Убит Энеем[18].
- Менетий.
- Мирто. Дочь Менетия, родила от Геракла Евклию[19].
- Оилей.
- Опунт. Потомок Девкалиона. Его дочь из Эпейской земли похитил Зевс[20]. Сын Протогении[13].
- Опунт. Сын Зевса и дочери Опунта-старшего[21] Протогении или Кафии[13]. Приемный сын Локра.
- Оресфей.
- Оурея. См. Урея.
- Персеон. Отец Агрианомы[8].
- Полимеда. (или Полимела.)[22] Дочь Пелея. Жена Менетия, мать Патрокла (по версии)[5].
- Протогения. Родила от Зевса Опунта-младшего[23].
- Рена. Жена Оилея, мать Эанта[24]. Мать Медона[17].
- Сфенела. Дочь Акаста. Мать Патрокла[5].
- Урея.[25] Дочь Посейдона. Родила от Аполлона Илея/Оилея[26]. Урея
- Филомела. По версии, жена Менетия, мать Патрокла[24]. en:Philomela (mother of Patroclus)
- Фиский. Сын Амфиктиона, отец Локра-старшего[12].
- Эант Оилид.

## Прочие лица
- Абдер.
- Алкимед. Спутник Эанта Оилида. Убит Паммоном (сыном Гиппаса)[27].
- Алкимедонт. Локриец. Участник Троянской войны. Убит Энеем[28].
- Амфидамант. Из Опунта. Отец Клитонима[5], убитого Патроклом[29].
- Амфисса. Дочь Макара (сына Эола). Возлюбленная Аполлона. Её именем назван город Амфисса в Локриде. В городе её могила[30].
- Антианира. Дочь Менетия, из города Алопы. Родила от Гермеса Еврита и Эхиона[31].
- Демонасса. Жена Ира (Ила?). Мать Евритиона и (по версии) Евридаманта[8].
- Дор. (Дор (сын Эллина)) Отец Клева, отправившегося в Эолиду[32].
- Евклия. Дочь Геракла и Мирто, умерла девушкой. Её почитают у беотийцев и локрийцев, перед свадьбой ей приносят жертвы жених и невеста[19].
- Евполемия. Дочь Мирмидона. Родила от Гермеса Эфалида[33].
- Еврибат. Сын Телеонта. Аргонавт. Погиб при возвращении в Ливии от дубинки пастуха Кефалиона[34]. См. Эрибот.
- Еврибот. (Эврибота.) Участник погребальных игр по Пелию, выступал в метании диска[35]. См. Эрибот.
- Еврит (сын Гермеса).
- Евритион (сын Ира).
- Ир (сын Актора).
- Клеопатра (жрица).
- Клисоним. (Clysonymus[англ.]). Убит Патроклом в юности. См. Клитоним.
- Клитоним. Сын Амфидаманта. В Опунте в детстве с ним поссорился Патрокл во время игры в бабки и убил[5].
- Лелег (Лелеги). Местный житель в земле локров. Дед Телебоя[36].
- Менетий. Из города Алопа. Отец Антианиры, возлюбленной Гермеса[31].
- Пелоп. Из Опунта. По версии схолий к Пиндару, один из женихов Гипподамии, убитый Эномаем[37].
- Перибея. (en:Periboea). Локрийская дева. Отправлена в храм Афины в Илионе[38].
- Телеонт. Локриец, отец аргонавта Эрибота[39].
- Фрония. Наяда из Локриды. Родила от Посейдона Абдера[40].
- Эан. Человек, убитый Патроклом в юности. В Опунте показывали священный участок Эанейон и источник Эаниду[41].
- Эрибот.
- Эриопа. Жена Оилея, мать Эанта[9]. Некий брат Эриопы убит Медоном[42].
- Эрит. См. Еврит.
- Эфалид.
- Эхион (сын Гермеса).